# Сліди динозаврів в Очіхенамапареро

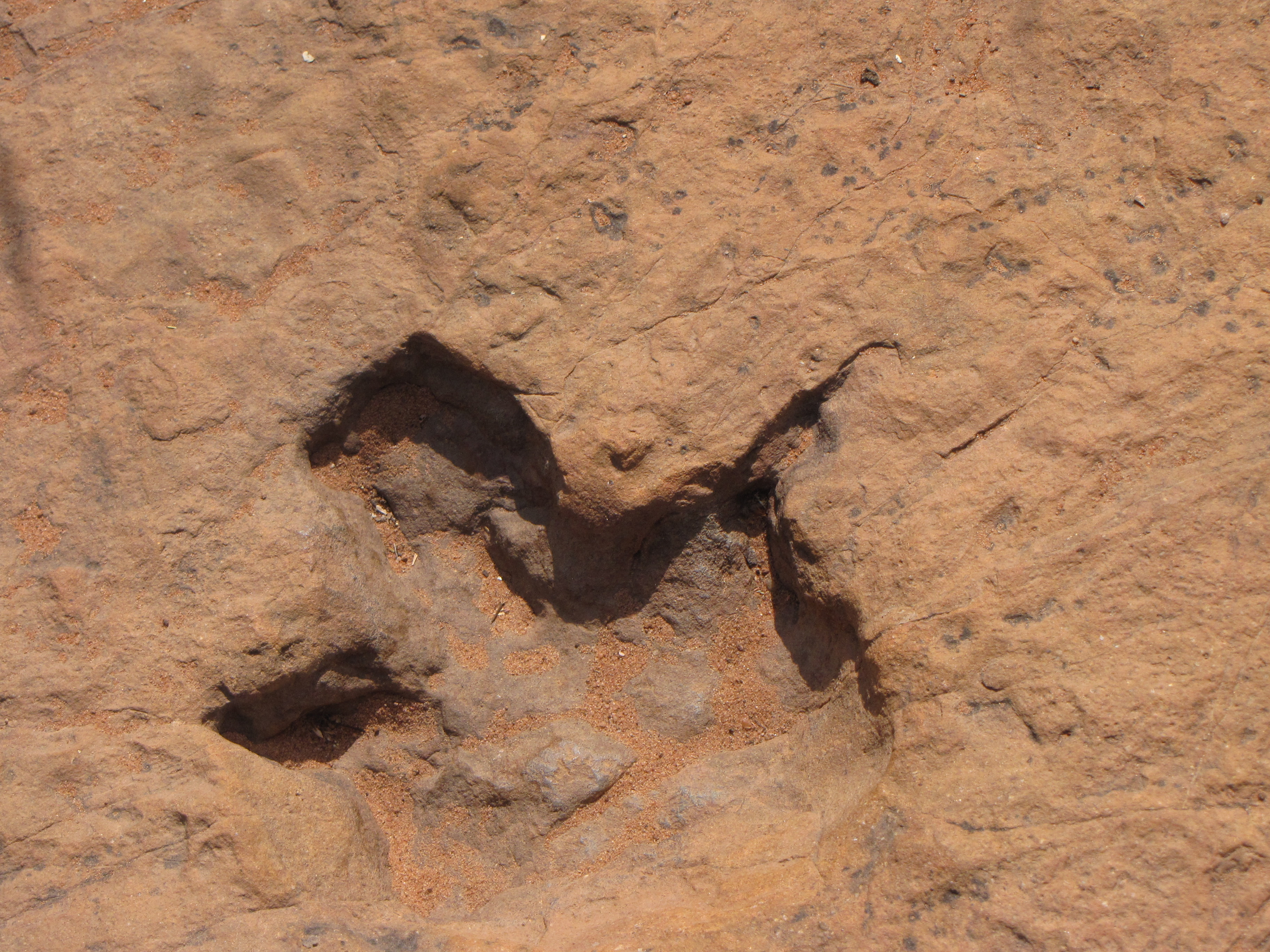
Слід динозавра в Очіхенамапареро

Сліди в Очіхенамапареро — дві групи іхнофоссилій, залишених динозаврами близько 190 млн років тому (лейас) в м'якому ґрунті. Сліди були залишені біля підніжжя Малого Етжо, на північному заході Намібії, недалеко від поселення Калькфельд, тваринами різних розмірів, з трьома пальцями на ногах. Одна з груп слідів тягнеться на відстані 20 метрів.
Територія, де знаходяться сліди зараз належить гостьовій фермі Очіхенамапареро. У 1951 році сліди в Очіхенамапареро були визнані об'єктом Національної Спадщини Намібії, і з того часу перебувають під охороною.